# Championnat du Honduras de football 1987
Navigation
Saison précédente Saison suivante
La LINAFUT 1987 est la vingt-deuxième édition de la première division hondurienne.
Lors de ce tournoi, le CD Olimpia a conservé son titre de champion du Honduras face aux neuf meilleurs clubs honduriens.
Chacun des dix clubs participant était confronté trois fois aux neuf autres équipes. Puis les cinq meilleures se sont affrontées lors d'une phase finale à la fin de la saison.
Seulement deux places étaient qualificatives pour la Coupe des champions de la CONCACAF.

## Les 10 clubs participants
| \| Tegucigalpa: CD Motagua CD Olimpia Pumas UNAH EACI CD Marathon Real España Tegucigalpa CD Platense CD Marathon Real España Sula de La Lima Tegucigalpa CD Victoria CD Vida CD Victoria CD Vida \| Localisation des clubs engagés dans le championnat. |
| Tegucigalpa: CD Motagua CD Olimpia Pumas UNAH EACI CD Marathon Real España Tegucigalpa CD Platense CD Marathon Real España Sula de La Lima Tegucigalpa CD Victoria CD Vida CD Victoria CD Vida                                                           |

| Club                 | Stade                        | Capacité          | Ville          |
| EACI                 | Stade inconnu                | Capacité inconnue | Olanchito      |
| CD Marathon          | Stade Yankel Rosenthal       | 15 000            | San Pedro Sula |
| CD Motagua           | Stade Tiburcio Carias Andino | 35 000            | Tegucigalpa    |
| CD Olimpia           | Stade Tiburcio Carias Andino | 35 000            | Tegucigalpa    |
| CD Platense          | Stade Excelsior              | 10 000            | Puerto Cortés  |
| Real España          | Stade Francisco Morazán      | 20 000            | San Pedro Sula |
| Sula de La Lima (en) | Stade inconnu                | Capacité inconnue | La Lima        |
| Pumas UNAH           | Stade Tiburcio Carias Andino | 35 000            | Tegucigalpa    |
| CD Victoria          | Stade Nilmo Edwards          | 25 000            | La Ceiba       |
| CD Vida              | Stade Nilmo Edwards          | 25 000            | La Ceiba       |

## Compétition
La compétition se déroule en plusieurs phases.
Dans un premier temps l'ensemble des équipes s'affrontent à trois reprises dans une phase régulière qui compte 27 journées. Le leader de cette première phase est qualifié pour la finale du championnat. Les équipes sont divisées en deux groupes et les deux meilleurs de chaque groupe sont directement qualifiés pour la phase pentagonale. Elles sont rejointes par la meilleure équipe au classement général qui n'est pas déjà qualifiée par le biais des groupes.
Dans un second temps, les cinq premiers participent à la phase pentagonale où chaque club affronte deux fois les quatre autres. Le vainqueur de cette phase se qualifie également pour la finale.
Enfin si le leader de la phase régulière et le vainqueur de la phase pentagonale sont différents, les deux équipes s'affrontent lors d'une finale pour désigner le champion de la saison.

### Phase régulière
Lors de la phase régulière les dix équipes affrontent à trois reprises les neuf autres équipes selon un calendrier tiré aléatoirement.
Les équipes sont divisées en deux groupes de cinq, les deux meilleures de chaque groupe sont directement qualifiées pour la phase pentagonale et sont rejointes par la meilleure équipe au classement général qui n'est pas déjà qualifié par le biais des groupes.
Le classement est établi sur l'ancien barème de points (victoire à 2 points, match nul à 1, défaite à 0).
Le départage final se fait selon les critères suivants :
- Le nombre de points.
- Un match de barrage en cas de qualification en jeu.

#### Classements de groupe
Les deux premiers de chaque groupe sont qualifiés directement pour la phase pentagonale.
| Rang | Équipe         | Pts | J  | G  | N  | P  | Bp | Bc | Diff |
| ---- | -------------- | --- | -- | -- | -- | -- | -- | -- | ---- |
| 1    | CD Marathon    | 38  | 27 | 15 | 8  | 4  | 44 | 24 | +20  |
| 2    | CD Olimpia (T) | 32  | 27 | 11 | 10 | 6  | 32 | 21 | +11  |
| 3    | CD Victoria    | 32  | 27 | 10 | 12 | 5  | 26 | 23 | +3   |
| 4    | CD Platense    | 22  | 27 | 5  | 12 | 10 | 18 | 25 | -7   |
| 5    | EACI           | 16  | 27 | 3  | 10 | 14 | 16 | 33 | -17  |

| Rang | Équipe               | Pts | J  | G  | N  | P  | Bp | Bc | Diff |
| ---- | -------------------- | --- | -- | -- | -- | -- | -- | -- | ---- |
| 1    | Real España          | 35  | 27 | 13 | 9  | 5  | 33 | 19 | +14  |
| 2    | Sula de La Lima (en) | 28  | 27 | 6  | 16 | 5  | 22 | 18 | +4   |
| 3    | CD Motagua           | 26  | 27 | 9  | 8  | 10 | 32 | 37 | -5   |
| 4    | CD Vida              | 21  | 27 | 6  | 9  | 12 | 23 | 33 | -10  |
| 5    | Pumas UNAH (P)       | 20  | 27 | 4  | 12 | 11 | 23 | 36 | -13  |

| Légende : Qualifications et relégations | Légende : Qualifications et relégations             |
| --------------------------------------- | --------------------------------------------------- |
|                                         | Qualifié pour la phase pentagonale                  |
|                                         | (T) : Tenant du titre (P) : Promu de la saison 1986 |

#### Classement commun
La meilleure équipe tous groupes confondus qui n'est pas déjà qualifiée rejoint les quatre autres en phase pentagonale.
| Rang | Équipe               | Pts | J  | G  | N  | P  | Bp | Bc | Diff |
| ---- | -------------------- | --- | -- | -- | -- | -- | -- | -- | ---- |
| 1    | CD Marathon          | 38  | 27 | 15 | 8  | 4  | 44 | 24 | +20  |
| 2    | Real España          | 35  | 27 | 13 | 9  | 5  | 33 | 19 | +14  |
| 3    | CD Olimpia (T)       | 32  | 27 | 11 | 10 | 6  | 32 | 21 | +11  |
| 4    | CD Victoria          | 32  | 27 | 10 | 12 | 5  | 26 | 23 | +3   |
| 5    | Sula de La Lima (en) | 28  | 27 | 6  | 16 | 5  | 22 | 18 | +4   |
| 6    | CD Motagua           | 26  | 27 | 9  | 8  | 10 | 32 | 37 | -5   |
| 7    | CD Platense          | 22  | 27 | 5  | 12 | 10 | 18 | 25 | -7   |
| 8    | CD Vida              | 21  | 27 | 6  | 9  | 12 | 23 | 33 | -10  |
| 9    | Pumas UNAH (P)       | 20  | 27 | 4  | 12 | 11 | 23 | 36 | -13  |
| 10   | EACI                 | 16  | 27 | 3  | 10 | 14 | 16 | 33 | -17  |

| Légende : Qualifications et relégations | Légende : Qualifications et relégations                                                          |
| --------------------------------------- | ------------------------------------------------------------------------------------------------ |
|                                         | Coupe des champions de la CONCACAF 1988 (2e Tour de qualification)                               |
|                                         | Relégué en Liga Nacional de Ascenso                                                              |
|                                         | En gras : Qualifié pour la phase pentagonale (T) : Tenant du titre (P) : Promu de la saison 1986 |

### La Phase Pentagonale
Le classement est établi sur l'ancien barème de points (victoire à 2 points, match nul à 1, défaite à 0).
Le départage final se fait selon les critères suivants :
- Le nombre de points.
- Un match de barrage en cas de qualification en jeu.

| Rang | Équipe               | Pts | J | G | N | P | Bp | Bc | Diff |
| ---- | -------------------- | --- | - | - | - | - | -- | -- | ---- |
| 1    | CD Olimpia (T)       | 11  | 8 | 4 | 3 | 1 | 12 | 5  | +7   |
| 2    | Real España          | 9   | 8 | 3 | 3 | 2 | 6  | 7  | -1   |
| 3    | Sula de La Lima (en) | 8   | 8 | 2 | 4 | 2 | 2  | 2  | 0    |
| 4    | CD Marathon          | 7   | 8 | 3 | 1 | 4 | 8  | 6  | +2   |
| 5    | CD Victoria          | 5   | 8 | 1 | 3 | 4 | 4  | 12 | -8   |

### Finale
| Match aller      | CD Olimpia | 0:0   | CD Marathon | Stade Tiburcio Carias Andino |  |
| 20 décembre 1987 |            | (0:0) |             |                              |  |

| Match retour     | CD Marathon | 0:1 | CD Olimpia    | Stade Yankel Rosenthal |  |
| 23 décembre 1987 |             |     | Juan Espinoza |                        |  |

## Bilan du tournoi
| Tableau d'Honneur                   |            |
| Compétition                         | Vainqueur  |
| Liga Nacional de Fútbol de Honduras | CD Olimpia |

| Qualifications continentales 1988-1989 |                        |
| Coupe des champions de la CONCACAF     | Qualifiés              |
| 2e tour de qualification               | CD Olimpia CD Marathon |

| Promotions et relégations           |            |
| Relégué en Liga Nacional de Ascenso | EACI       |
| Promu de Liga Nacional de Ascenso   | CD Curacao |